# Список афрофутуристичних фільмів
Нижче наведений перелік фільмів, основною темою яких є афрофутуризм. У кінематографі афрофутуризм — висвітлення культури, історії, ідентичності та досвіду чорношкірого населення Африки в науково-фантастичних фільмах та кінострічках суміжних жанрів.
«Чорна Пантера», фільм 2018 року, мав великий касовий успіх і сприяв поширенню афрофутуризму.

## Список

### 1970-ті
| Назва                    | Рік  | Жанр               | Режисер              | IMDb  |
| ------------------------ | ---- | ------------------ | -------------------- | ----- |
| «Тукі Букі»              | 1973 | драма              | Джибрил Діоп Мамбеті | [ 2 ] |
| «Наше місце — у космосі» | 1974 | наукова фантастика | Джон Коні            | [ 3 ] |

### 1980-ті
| Назва                  | Рік  | Жанр                              | Режисер        | IMDb  |
| ---------------------- | ---- | --------------------------------- | -------------- | ----- |
| «Народжений у полум'ї» | 1983 | наукова фантастика, драма         | Ліззі Борден   | [ 4 ] |
| «Брат з іншої планети» | 1984 | наукова фантастика, комедія,драма | Джон Сейлз     | [ 5 ] |
| «Світло»               | 1987 | фентезі, драма                    | Сулейман Циссе | [ 6 ] |

### 1990-ті
| Назва                          | Рік  | Жанр                               | Режисер           | IMDb  |
| ------------------------------ | ---- | ---------------------------------- | ----------------- | ----- |
| «Санкофа»                      | 1993 | драма                              | Гейлі Ґеріма      | [ 7 ] |
| «Ласкаво просимо до Терордому» | 1995 | драма                              | Нґозі Овура       | [ 8 ] |
| «Останній янгол історії»       | 1996 | документальний, драма              | Джон Акомфра      |       |
| «Кімната пам'яті 451»          | 1997 | документальний, наукова фантастика | Джон Акомфра      |       |
| «Блейд»                        | 1998 | жахи, бойовик                      | Стівен Норринґтон | [ 9 ] |

### 2000-ні
| Назва           | Рік  | Жанр                              | Режисер           | IMDb   |
| --------------- | ---- | --------------------------------- | ----------------- | ------ |
| «Кровотеча»     | 2005 | наукова фантастика, драма, трилер | Жан-П'єр Беколо   | [ 10 ] |
| «Трафік д'Інфо» | 2005 | наукова фантастика                | Джанлук Станіслас |        |
| «Дихання»       | 2009 | наукова фантастика, драма, трилер | Ванурі Кагюй      | [ 11 ] |

### 2010-ті
| Назва                               | Рік  | Жанр                                        | Режисер                                   | IMDb   |
| ----------------------------------- | ---- | ------------------------------------------- | ----------------------------------------- | ------ |
| «Роботи Брикстона»                  | 2011 | наукова фантастика, трилер                  | Кібве Таварес                             | [ 12 ] |
| «Спрощення її краси»                | 2012 | романтична комедія, драма                   | Теренс Ненс                               | [ 13 ] |
| «Кваку Анансе»                      | 2013 | драма                                       | Акосуа Адома Овусу                        | [ 14 ] |
| «Дотик»                             | 2013 | драма                                       | Шола Аму                                  |        |
| «Афронавти»                         | 2014 | драма                                       | Френсіс Бодомо                            | [ 15 ] |
| «Білий на виході, чорний на вході»  | 2014 | наукова фантастика, драма, документальний   | Адірлі Кейрос                             | [ 16 ] |
| «Крихти»                            | 2015 | наукова фантастика, романтика               | Міґель Ліансо                             | [ 17 ] |
| «Мусони над Місяцем»                | 2015 | наукова фантастика, трилер                  | Ден Мучіна                                | [ 18 ] |
| «Провидець гріхів»                  | 2015 | драма, трилер                               | Пол Д. Ганна                              | [ 19 ] |
| «Знову плавати у своїй шкірі»       | 2015 | драма                                       | Теренс Ненс                               | [ 20 ] |
| «Зловити мрію»                      | 2015 | драма, трилер                               | Джим Чучу                                 | [ 21 ] |
| «Вони заряджаються від сонця»       | 2016 | наукова фантастика                          | Теренс Ненс                               | [ 22 ] |
| «Чорна дівчина починає»             | 2017 | наукова фантастика                          | Шерон Льюїс                               | [ 23 ] |
| «Любовний лист до предків з Чикаго» | 2017 | драма                                       | Иташа Вомак                               | [ 24 ] |
| «Чорна пантера»                     | 2018 | супергероїчний, бойовик, наукова фантастика | Раян Куґлер                               | [ 25 ] |
| «Швидкий колір»                     | 2018 | супергероїчний, драма                       | Джулія Гарт                               | [ 26 ] |
| «Привіт, дощику»                    | 2018 | наукова фантастика                          | Сі. Дж. Обаси                             | [ 27 ] |
| «Людина-павук: Навколо всесвіту»    | 2018 | супергероїчний, бойовик, наукова фантастика | Боб Персічетті, Пітер Ремсі, Родні Ротман | [ 28 ] |
| «Супа Модо»                         | 2018 | драма                                       | Лікаріон Вайнайна                         | [ 29 ] |
| «Складки часу»                      | 2018 | наукова фантастика                          | Ава ДуВернай                              | [ 30 ] |
| «Побачимося вчора»                  | 2019 | наукова фантастика                          | Стефон Бристол                            | [ 31 ] |

### 2020-ті
| Назва                             | Рік  | Жанр                                           | Режисер                                                                                                 | IMDb   |
| --------------------------------- | ---- | ---------------------------------------------- | --- | ------ |
| «Ратник»                          | 2019 | наукова фантастика, трилер                     | Дімеджі Аджібола                                                                                        | [ 32 ] |
| «Кондиціонер»                     | 2020 | наукова фантастика, драма                      | Маріо Бестос                                                                                            | [ 33 ] |
| «Чорний король»                   | 2020 | наукова фантастика, мюзикл                     | Бейонсе, Еммануїл Аджей, Бліц Базавуле, П'єр Дебушере, Дженн Нкіру, Ібра Аке, Дікайл Ріммаш, Джейк Нава | [ 34 ] |
| «Нептун Фрост»                    | 2021 | наукова фантастика, романтична комедія, мюзикл | Сол Вільямс, Анісія Узейман                                                                             | [ 35 ] |
| «Чорна пантера: Ваканда назавжди» | 2022 | супергероїчний, бойовик, наукова фантастика    | Раян Куґлер                                                                                             | [ 36 ] |
| «Людина-павук: Крізь всесвіт»     | 2023 | супергероїчний, бойовик, наукова фантастика    | Хоакім Дос Сантос, Кемп Паверс, Джастін Томпсон                                                         | [ 37 ] |